# Acido salazinico
L'acido salazinico è un composto organico aromatico della classe dei depsidi, prodotto del metabolismo secondario di alcune specie di licheni.